# 다섯가지 행복
《다섯가지 행복》은 1985년 6월 30일에 MBC TV에서 방영되었던 베스트셀러극장이다.

## 줄거리
회사에서 비서로 근무하는 정숙(황신혜)은 신문기자 상민(김동현)과의 결혼식을 앞두고 있다. 어느 날 밤 귀가가 늦은 아버지(박규채)를 기다리다 잠이 든 정숙은 악몽을 꾸다가 눈을 뜬다. 갑자기 이상한 생각이 든 정숙은 거실로 나오다가 아버지와 어머니(전양자)가 강도의 위협을 받는 것을 보고 깜짝 놀란다. 그 때 갑자기 강도가 정숙에게 달려들자 정숙은 엉겁결에 트로피로 강도를 내리치고 정신을 잃게 되는데...

## 출연
- 황신혜
- 김동현
- 박규채
- 전양자
- 김주영
- 김수미
- 김석옥
- 김동주
- 이묵원